# Maronas
Maronas (gr. Μάρωνας) – wieś w Republice Cypryjskiej, w dystrykcie Pafos.